# Acer duplicatoserratum
Acer duplicatoserratum é uma espécie de árvore do gênero Acer, pertencente à família Aceraceae.